# Elegant Angel

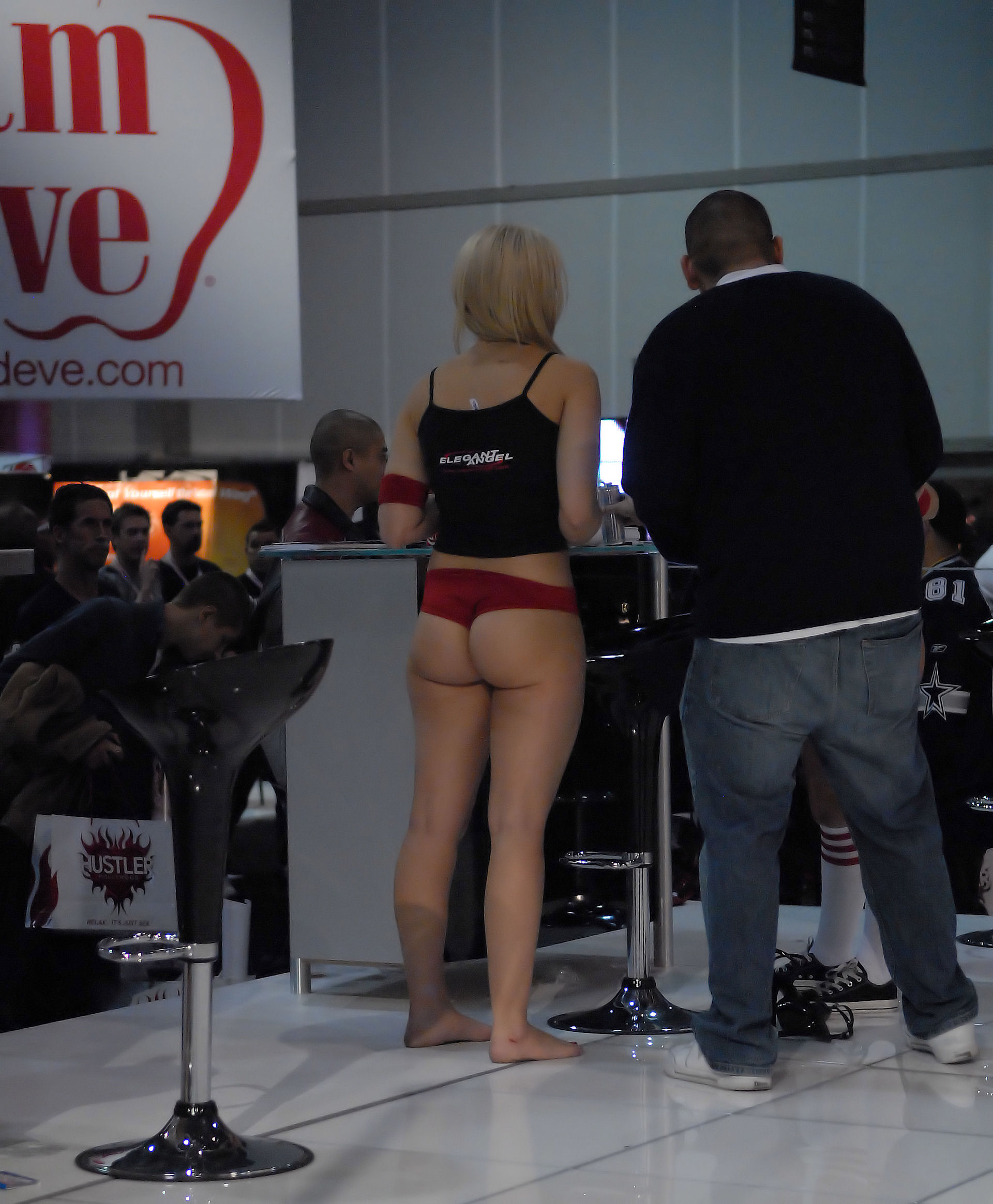
Stand d'Elegant Angel à l'AVN Adult Entertainment Expo 2009.

Elegant Angel est une société de production de films pornographiques américaine implantée à Canoga Park en Californie.

## Histoire
Elle a été fondée en 1990 par Patrick Collins et John Stagliano. Le studio est connu pour avoir lancé les carrières de Flower Tucci, Brianna Love, Jada Fire et Alexis Texas entre autres.
Ils font plutôt des films de gonzo et sont connus notamment pour leur série Big Wet Asses.

## Séries
- Big Wet Asses
- Big Black Wet Asses
- Up That Black Ass
- Cum Buckets
- Flower's Squirt Shower
- Sodomania
- The Blowjob Adventures of Dr Fellatio
- Cumback Pussy
- Miscreants, and Filthy First Timers
- Sporty Girls
- Tori Black Is Pretty Filthy
- Fuck My Tits

## Récompenses
- 1996 : AVN Award - 'Best Vignette Release' pour Sodomania 12
- 1997 : AVN Award - Best Amateur Series - Filthy First Timers
- 1997 : AVN Award - 'Best Vignette Release' for Sodomania 16
- 1998 : AVN Award - Best Gonzo Series - Cumback Pussy
- 1999 : AVN Award - 'Best Vignette Release' for Sodomania 24
- 2000 : AVN Award - 'Best Vignette Release' for Sodomania 28
- 2000 : AVN Award - Best Oral-Themed Series - Blowjob Adventures of Dr Fellatio"[24]
- 2001 : AVN Award - Best Oral-Themed Series - Blowjob Adventures of Dr Fellatio"
- 2002 : AVN Award - Best Ethnic-Themed Release - Freakazoids
- 2003 : AVN Award - Best Specialty Release - Big Bust - Heavy Handfuls
- 2003 : AVN Award - Best Vignette Release - Mason's Dirty Trixxx
- 2004 : AVN Award - Best Specialty Big Bust Release - Heavy Handfuls 2
- 2004 : AVN Award - Best Vignette Tape - Mason's Dirty Trixxx 2
- 2004 : AVN Award - Best Vignette Release - Mason's Dirty Trixxx 2
- 2005 : AVN Award - Best Vignette Series - Sodomania
- 2005 : AVN Award - Best Anal-Themed Feature - Big Wet Asses 3
- 2005 : AVN Award - Best Specialty Release, Other Genre - Cytherea Iz Squirtwoman
- 2006 : AVN Award - Best Specialty Release - Squirting - Flower's Squirt Shower 2
- 2006 : AVN Award - Best Oral-Themed Series - Glazed and Confused
- 2006 : AVN Award - Best Anal-Themed Series - Big Wet Asses
- 2007 : AVN Award - Best Anal-Themed Series - Big Wet Asses
- 2007 : AVN Award - Best Specialty Release - Squirting - Flower's Squirt Shower 3
- 2007 : AVN Award - Best Specialty Series - Squirting - Flower's Squirt Shower
- 2008 : AVN Award - Best Anal-Themed Series - Big Wet Asses
- 2008 : AVN Award - Best Gonzo Release - Brianna Love Is Buttwoman
- 2008 : AVN Award - Best MILF Release - It's a Mommy Thing
- 2008 : AVN Award - Best Squirting Release - Flower's Squirt Shower 4
- 2008 : AVN Award - Best Squirting Series - Jada Fire Is Squirtwoman
- 2008 : Empire Award - Best Overall Studio - Elegant Angel
- 2008 : Empire Award - Best All-Sex DVD - Alexis Texas is Buttwoman
- 2009 : AVN Award - Best All-Sex Release - Alexis Texas is Buttwoman
- 2009 : AVN Award - Best Big Bust Series - Big Wet Tits
- 2009 : AVN Award - Best Big Butt Release - Big Wet Asses 13
- 2009 : AVN Award - Best Big Butt Series - Big Wet Asses
- 2009 : AVN Award - Best Solo Release - All By Myself 3
- 2009 : AVN Award - Best Squirting Release - Jada Fire is Squirtwoman 3
- 2009 : AVN Award - Best Squirting Series - Jada Fire Is Squirtwoman
- 2009 : AVN Award - Best Young Girl Series - It's a Daddy Thing
- 2009 : XRCO award - Best Gonzo Movie - Alexis Texas is Buttwoman
- 2009 : XRCO Award - Best Gonzo Series - "Big Wet Asses"
- 2009 : XBIZ Award - Gonzo Release of the Year - Performers of the Year
- 2012 : XRCO Awards - Best Gonzo Series - "Big Wet Asses"
- 2012 : XRCO Awards - Best Gonzo Movie - "Asa Akira Is Insatiable 2"
- 2012 : XBIZ Award - Studio of the Year
- 2012 : XBIZ Award - Feature Movie of the Year - "Portrait of a Call Girl"
- 2012 : XBIZ Award - Gonzo Release of the Year - Asa Akira Is Insatiable 2
- 2012 : XBIZ Award - All-Sex Release of the Year - Performers of the Year 2011

## Personnalités

### Actrices produites
Ci-dessous, quelques-unes des actrices les plus connues :
- Aaliyah Love
- Abella Danger
- Abigail Mac
- Adrenalynn
- Adriana Chechik
- Adrianna Luna
- Adrianna Nicole
- Aiden Ashley
- Aiden Star
- Aidra Fox
- AJ Applegate
- Alana Evans
- Alanah Rae
- Alektra Blue
- Aleska Diamond
- Aletta Ocean
- Alexis Fawx
- Alexis Ford
- Alexis Love
- Alexis Texas
- Alicia Rhodes
- Alina Li
- Allie Haze
- Alyssa Reece
- Amber Lynn
- Amber Rayne
- Amia Miley
- Amy Brooke
- Amy Reid
- Andy San Dimas
- Angel Dark
- Angela Stone
- Angelica Sin
- Angelina Valentine
- Anissa Kate
- Anjanette Astoria
- Anna Bell Peaks
- Anna Foxxx
- Anna Nova
- Annette Schwartz
- Annika Albrite
- April O'Neil
- Ariana Jollee
- Ariel X
- Asa Akira
- Ash Hollywood
- Ashley Blue
- Ashley Fires
- Ashley Long
- Ashli Orion
- Aubrey Adams
- Audrey Bitoni
- August Ames
- Aurora Snow
- Ava Addams
- Ava Devine
- Ava Rose
- Avy Scott
- Bella Donna
- Bella Moretti
- Bethany Benz
- Bobbi Starr
- Bonnie Rotten
- Brandy Talore
- Breanne Benson
- Bree Olson
- Brett Rossi
- Brianna Love
- Bridgette B
- Britney Amber
- Brooke Haven
- Brooke Lee Adams
- Brooklyn Lee
- Capri Anderson
- Carmella Bing
- Carter Cruise
- Casey Calvert
- Celeste Star
- Chanel Preston
- Charley Chase
- Charlie Laine
- Charlotte Stokely
- Chastity Lynn
- Cherie DeVille
- Christie Lee
- Christie Stevens
- Christy Mack
- Claire Dames
- Courtney Cummz
- Courtney Simpson
- Cytherea
- Daisy Marie
- Dana DeArmond
- Dana Vespoli
- Dani Daniels
- Dani Jensen
- Danica Dillan
- Darla Crane
- Darryl Hanah
- Devon Lee
- Devon Michaels
- Diamond Foxxx
- Dillan Lauren
- Dillion Harper
- Elexis Monroe
- Erika Bella
- Erika Vution
- Eufrat
- Eva Angelina
- Faith Leon
- Faye Reagan
- Faye Runaway
- Felony
- Flower Tucci
- Francesca Le
- Gen Padova
- Georgia Jones
- Gia Paloma
- Gianna Lynn
- Gianna Michaels
- Gina Lynn
- Ginger Lynn
- Gracie Glam
- Haley Paige
- Hannah Harper
- Harmony Rose
- Heather Starlet
- Heidi Mayne
- Hillary Scott
- Holly Hendrix
- Holly Michaels
- Holly Wellin
- Ice LaFox
- Inari Vachs
- India Summer
- Isabella Soprano
- Isis Love
- Isis Taylor
- Jada Fire
- Jamie Lynn
- Jana Jordan
- Jandi Lin
- Janet Jacme
- Janet Mason
- Jasmine Byrne
- Jasmine Jae
- Jayden Cole
- Jayden Jaymes
- Jayna Oso
- Jelena Jensen
- Jenaveve Jolie
- Jenna Haze
- Jenna Presley
- Jenna Sativa
- Jennifer White
- Jenny Hendrix
- Jessa Rhodes
- Jessica Bangkok
- Jessica Lynn
- Jessie Andrews
- Jessie Rogers
- Jillian Janson
- Juelz Ventura
- Julia Ann
- Julia Bond
- Julie Night
- Jynx Maze
- Kacey Jordan
- Kagney Linn Karter
- Kamy Andrews
- Karina Kay
- Karlie Montana
- Katie Morgan
- Katie St. Ives
- Katja Kassin
- Katsuni
- Kaylynn
- Keira Nicole
- Keisha Grey
- Kelly Divine
- Kelly Kline
- Kelly Wells
- Kendra Lust
- Kenna James
- Kimberly Kane
- Kinzie Kenner
- Kleio Valentien
- Kortney Kane
- Krissy Lynn
- Kristina Rose
- Kylie Ireland
- Lacey Duvalle
- Lacy Rose
- Lana Croft
- Lauren Phoenix
- Lea De Mae
- Lea Lexus
- Leah Luv
- Leilani Leeanne
- Lela Star
- Lexi Belle
- Lexi Love
- Lexi Swallow
- Lily Carter
- Lily LaBeau
- Lisa Ann
- Liza Del Sierra
- Lizz Tayler
- Loona Luxx
- Lorelei Lee
- Lou Charmelle
- Luscious López
- Maddy O'Reilly
- Madison Ivy
- Madison Parker
- Mandy Bright
- Marica Hase
- Marie Luv
- Marie McCray
- Mason Moore
- Maya Hills
- McKenzie Lee
- Melanie Rios
- Mélissa Lauren
- Melissa Monet
- Memphis Monroe
- Mia Bangg
- Mia Malkova
- Mia Rider
- Mia Rose
- Michelle Lay
- Mika Tan
- Missy Monroe
- Missy Stone
- Misty Rain
- Misty Stone
- Monica Mattos
- Monica Mayhem
- Monica Sweetheart
- Monique Alexander
- Monique Fuentes
- Nadia Styles
- Naomi Banxxx
- Naomi St. Claire
- Natasha Nice
- Nici Sterling
- Nicki Hunter
- Nicole Aniston
- Nicole Ray
- Nikita Bellucci
- Nikki Benz
- Nikki Delano
- Nikki Rhodes
- Nikki Sexx
- Nina Hartley
- Nina Mercedez
- Olivia Del Rio
- Olivia O'Lovely
- Paulina James
- Penny Flame
- Penny Pax
- Phoenix Marie
- Piper Perri
- Presley Hart
- Prinzzess
- Priya Rai
- Rachel Roxxx
- Rachel Starr
- Raven Rockette
- Raylene
- RayVeness
- Rebecca Bardoux
- Rebecca Linares
- Remy LaCroix
- Renae Cruz
- Riley Evans
- Riley Reid
- Rita Faltoyano
- Romi Rain
- Roxanne Hall
- Roxy Deville
- Roxy Jezel
- Ryan Keely
- Samantha Bentley
- Samantha Ryan
- Sammy Rhodes
- Sandra Romain
- Sandy Sweet
- Sara Luv
- Sarah Shevon
- Sarah Vandella
- Sasha Bleu
- Sasha Grey
- Sasha Heart
- Sativa Rose
- Savannah Stern
- Sensipearl
- Sharon Mitchell
- Sharon Wild
- Shawna Leneé
- Shay Sights
- Shayla LaVeaux
- Sheena Shaw
- Sheila Marie
- Shy Love
- Shyla Jennings
- Shyla Stylez
- Sindee Jennings
- Sinn Sage
- Skin Diamond
- Sophia Santi
- Sophie Dee
- Sophie Evans
- Sovereign Syre
- Stacy Silver
- Stella Cox
- Summer Brielle
- Summer Storm
- Sunny Lane
- Sunny Leone
- Tabitha Cash
- Tanner Mayes
- Tanya James
- Tanya Tate
- Tara Morgan
- Taryn Thomas
- Tasha Reign
- Taylor Vixen
- Taylor Wane
- Tia Tanaka
- Tiana Lynn
- Tiffany Doll
- Tiffany Mynx
- Tiffany Taylor
- Tori Black
- Tory Lane
- Trina Michaels
- Valentina Nappi
- Vandal Vyxen
- Vanessa Blue
- Vanessa Veracruz
- Velicity Von
- Veronica Avluv
- Veronica Rayne
- Vicky Chase
- Vicky Vette
- Whitney Westgate
- Zoe Voss
- Zoey Holloway